# Небесна координатна система
Небесната координатна система е система за определяне на местоположението на небесни тела: спътници, планети, звезди, галактики и други.
Координатните системи могат да определят положението на даден обект в триизмерното пространство или да чертаят само неговата посока върху небесната сфера. Координатните системи могат да ползват както сферични, така и декартови координати. Сферичните координати, проектирани върху небесната сфера, са аналогични на географската координатни система, използвана на повърхността на Земята. Те могат да се различават според избора на фундаментална (основна) плоскост, която разделя небесната сфера на две равни полукълба по дължина на голяма окръжност. Декартовите координати в подходящи единици са просто декартовият еквивалент на сферичните координати със същата фундаментална плоскост (x, y) и основна посока (по оста x). Всяка координатна система е кръстена по името на фундаменталната ѝ плоскост.

## Координатни системи
В таблицата по-долу са показани най-често използваните координатни системи от астрономическата общност. Фундаменталната плоскост разделя небесната сфера на две полукълба и определя началното положение за координати на географската ширина, по подобен начин като екватора в географската координатни система. Полюсите се намират при ±90° от фундаменталната плоскост. Основната посока е началната точка на координатите на географската дължина.
| Координатна система       | Начална точка                                                                | Фундаментална плоскост (0° г.ш.) | Полюси                 | Координати                   | Координати                          | Основна посока (0° г.д.)                                  |
| Координатна система       | Начална точка                                                                | Фундаментална плоскост (0° г.ш.) | Полюси                 | Ширина                       | Дължина                             | Основна посока (0° г.д.)                                  |
| ------------------------- | ---------------------------------------------------------------------------- | -------------------------------- | ---------------------- | ---------------------------- | ----------------------------------- | --------------------------------------------------------- |
| Хоризонтална (азимутална) | Наблюдател                                                                   | Хоризонт                         | Зенит, надир           | Надморска височина (a)       | Азимут (A)                          | Северна или южна точка на хоризонта                       |
| Екваториална              | Център на Земята (геоцентричен модел) или на Слънцето (хелиоцентричен модел) | Небесен екватор                  | Небесни полюси         | Деклинация (δ)               | Ректасцензия (α) или часов ъгъл (h) | Пролетно равноденствие                                    |
| Еклиптична                | Център на Земята (геоцентричен модел) или на Слънцето (хелиоцентричен модел) | Еклиптика                        | Еклиптични полюси      | Еклиптична ширина (β)        | Еклиптична дължина (λ)              | Пролетно равноденствие                                    |
| Галактична                | Център на Слънцето                                                           | Галактична плоскост              | Галактични полюси      | Галактична ширина (b)        | Галактична дължина (l)              | Галактичен център                                         |
| Свръхгалактична           |                                                                              | Свръхгалактична плоскост         | Свръхгалактични полюси | Свръхгалактична ширина (SGB) | Свръхгалактична дължина (SGL)       | Пресичането на свръхгалактичната и галактичната плоскости |

### Хоризонтална система
Хоризонталната система, наричана също и азимутална система, се базира на местоположението на наблюдателя на Земята, която се върти около оста си веднъж на един звезден ден спрямо звездния фон. Позиционирането на небесно тяло в хоризонталната система се изменя с времето, но е полезна координатна система за локализиране и проследяване на обекти за наблюдатели на Земята. Тя се основава на позицията на звездите спрямо идеалния хоризонт на наблюдателя.

### Екваториална система
Екваториалната система е центрирана върху центъра на Земята, но е неподвижна спрямо небесните полюси и пролетното равноденствие. Координатите са базирани на местоположението на звездите спрямо земния екватор, като че ли той е проектиран на безкрайно разстояние. Екваториалната система описва небето от гледна точка на Слънчевата система, а съвременните звездни карти почти винаги използват екваториални координати.
Екваториалната система е нормалната координатна система за повечето професионални и много аматьорски астрономи, имайки екваториална опора, която следва движението на небето през нощта. Небесните тела се намират чрез настройването на телескопа или други инструмент, така че да следва екваториалните координати на избрания обект за наблюдение.

### Еклиптична система
При тази система фунаменталната плоскост е тази на земната орбита, наречена еклиптична плоскост. Съществуват два основни варианта на еклиптичната координатна система: геоцентрични еклиптични координати, центрирани върху Земята, и хелиоцентрични еклиптични координати, центрирани върху центъра на масата на Слънчевата система. Геоцентричната еклиптична система е основната координатна система в древната астрономия и все още е полезна за изчисляване на видимите движения на Слънцето, Луната и планетите.
Хелиоцентричната еклиптична система описва орбиталното движение на планетите около Слънцето и има център в барицентъра на Слънчевата система (тоест много близо до центъра на Слънцето). Тази система се използва предимно за изчисляване на позициите на планетите и другите тела в Слънчевата система, както и за определяне на техните орбитални елементи.

### Галактична система
Галактичната координатна система използва приблизителната плоскост на нашата галактика като фундаментална плоскост. Слънчевата система все още е в центъра на координатната система, а нулевата точка се определя като посоката към галактичния център. Галактичната географска ширина наподобява височината над галактичната плоскост, а галактичната географска дължина определя посоката спрямо центъра на галактиката.

### Свръхгалактична система
Свръхгалактичната координатна система съответства на фундаментална плоскост, която съдържа по-голям брой локални галактики в небето, погледнато от Земята.